# Сокольнический клуб спорта
Соко́льнический клуб спо́рта — спортивный клуб, основан в 1905 году. Первый официально зарегистрированный московский футбольный клуб — его устав был утверждён московским градоначальником Георгием Медемом 24 августа (6 сентября) 1905 года. Основатели — Роберт Фульда (почётный секретарь) и владелец шёлкоткацкой фабрики Андрей Мусси (председатель клуба). Один из трёх учредителей Московской футбольной лиги. В клубе культивировались теннис, футбол и хоккей с мячом.
В чемпионате Москвы выступала в 1909-1912 гг. 2-й призер чемпионата города 1909, 1910. Членами клуба были многие руководители российского футбола: Р. Ф. Фульда, В. Я. Серпинский, Роб. и Руд. Вентцелли – участники и организаторы первого матча сб. Москвы и Санкт-Петербурга
(1907). 8 (21) октября 1910 команда провела первый международный матч в Москве с «Коринтиансом» (Прага, Чехия) – 1:5. Нередко встречалась со сб. Москвы, Санкт-Петербурга, Твери. Несмотря на скромные турнирные успехи, команда пользовалась популярностью в городе из-за стремления всех ее футболистов играть в яркий, комбинационный, наступательный футбол, действовать на поле осмысленно и творчески.
В 1912 году занявший последнее место СКС по регламенту должен был перейти в класс «Б», однако МФЛ приложила все усилия по сохранению его в высшем классе, мотивируя это тем, что необходимо иметь четное число команд, что поле СКС является «международным», что клуб является старейшим в Москве… В итоге было решено расширить класс «А» до 8 команд. Однако в ноябре 1912 г. самый аристократический клуб Москвы сам по себе прекратил свое существование. Входившие в основной состав великовозрастные футболисты миновали пик своей спортивной формы, а достойной смены им в клубе подготовлено не было. Кроме того, ранее перешли в «Пушкино» М. Ромм, М. Папмель и Константинович, в «Унион» – М. Смирнов, Л. Смирнов, П. Калмыков, Горелов и др.
Игровая форма клуба включала в себя синие футболки с узкими белыми полосами.

## Стадион
Для клуба был сооружён первый московский стадион: поле с травяным покрытием, имеющее ограждение и скамейки. В 1908 году добавлен павильон, приобретенный на Морской выставке и служивший раздевалкой. Изначально поле стадиона имело площадь 1000 квадратных саженей (4552 квадратных метра), хотя по международным стандартам площадь должна была составлять 1450 квадратных саженей (6600 квадратных метров). С целью увеличения площади поля в 1909 году стадион был реконструирован. Руководил реконструкцией Роберт Фульда, при этом использовались иностранные планы, схемы, фотографии трибун. Впоследствии за большие размеры поле стадиона СКС получило народное название «лошадиное».
- Стадион клуба в 1909 году
- Матч на стадионе СКС в 1913 году

## Достижения
Лучший результат в истории — 2 место в Кубке Фульда (1910 год). Всего в турнирах Московской футбольной лиги Сокольнический клуб спорта провел 4 сезона, из них три официальных и один неофициальный (первый сезон 1909 года).
| Сезон        | Место | В | Н | П  | М     | Очки |
| ------------ | ----- | - | - | -- | ----- | ---- |
| 1909 (неоф.) | 2     | 3 | 0 | 3  | 35-9  | 6    |
| 1910         | 2     | 5 | 0 | 3  | 36-25 | 10   |
| 1911         | 5     | 4 | 1 | 5  | 29-33 | 9    |
| 1912         | 7     | 0 | 0 | 12 | 10-76 | 0    |

## Известные игроки
- Николай Александров
- Фёдор Арманд
- Иван Артемьев
- Андрей Вашке
- Альберт Вентцелли
- Роберт Вентцелли
- Рудольф Вентцелли
- Владимир Виноградов
- Дмитрий Виноградов
- Николай Виноградов
- Павел Виноградов
- Сергей Виноградов
- Фёдор Гольц
- Николай Горелов
- Николай Ермаков
- Сергей Зимин
- Владимир Иванов
- Николай Калмыков
- Пётр Кудрявцев
- Владимир Матрин
- Михаил Папмель
- Александр Петров
- Борис Решетников
- Фёдор Римша
- Пётр Розанов
- Фёдор Розанов
- Михаил Ромм
- Виктор Серпинский
- Роман Серпинский
- Александр Скорлупкин
- Леонид Смирнов
- Михаил Смирнов
- Лев Фаворский
- Николай Шашин